# Trypetocoris separatus
Trypetocoris separatus är en insektsart som beskrevs av Woodward 1953. Trypetocoris separatus ingår i släktet Trypetocoris och familjen Rhyparochromidae. Inga underarter finns listade i Catalogue of Life.